# Dicliptera foetida
Dicliptera foetida är en akantusväxtart som först beskrevs av Forsk., och fick sitt nu gällande namn av Blatter. Dicliptera foetida ingår i släktet Dicliptera och familjen akantusväxter. Utöver nominatformen finns också underarten D. f. kanarana.